# تيموثي تايلور (كاتب)
تيموثي تايلور (بالإنجليزية: Timothy Taylor)‏ (1963)؛ صحفي، كاتب قصة قصيرة وروائي كندي.